# Szpak reunioński
Szpak reunioński (Fregilupus varius) – gatunek wymarłego ptaka z rodziny szpakowatych (Sturnidae). Występował na wyspie Reunion, wymarł w latach 50. XIX wieku. Prawdopodobnie wywodzi się z południowo-wschodniej Azji. Pierwsze informacje o szpaku reuniońskim pochodzą z XVII wieku i długo uważano go za spokrewnionego z dudkami, skąd wzięła się jedna z jego angielskich nazw (Hoopoe starling – „dudkowy szpak”). Przez wiele lat systematycy mieli wątpliwości w kwestii pozycji systematycznej tego gatunku, rozwiane ostatecznie przez badania DNA.
Szpaki reuniońskie miały blisko 30 cm długości. W upierzeniu dominowała biel i szarość, jednak grzbiet, skrzydła i ogon wyróżniały się ciemniejszą, szarobrązową barwą. Szpaki te odznaczały się ruchomym czubem, wywiniętym w przód. Przypuszcza się, że szpaki reuniońskie przejawiały dymorfizm płciowy, przy czym samce były większe i miały mocniej zagięte dzioby. Osobniki młodociane odróżniały się bardziej brązowym upierzeniem. Niewiele wiadomo o zachowaniu szpaków reuniońskich. Miały żyć w dużych stadach, zamieszkiwać wilgotne tereny i bagna. Były wszystkożerne, żywiły się częściami roślin i owadami. Sądząc po mocnej miednicy, dużych stopach i pazurach oraz mocnych szczęce i żuchwie, żerowały przy ziemi.
Ptaki te były odławiane przez osadników na Reunionie, jednak trzymali je również jako ptaki domowe. W muzeach przetrwało 19 okazów. Już na początku XIX wieku miała spadać liczebność szpaków reuniońskich, przed nadejściem lat 60. XIX wieku prawdopodobnie już wymarły. Wymienia się wiele przyczyn, w tym konkurencję i drapieżnictwo ze strony wprowadzonych gatunków, choroby, wycinkę lasów i trzebież, bowiem szpaki służyły jako pokarm i tępiono je jako domniemane szkodniki upraw.

## Taksonomia

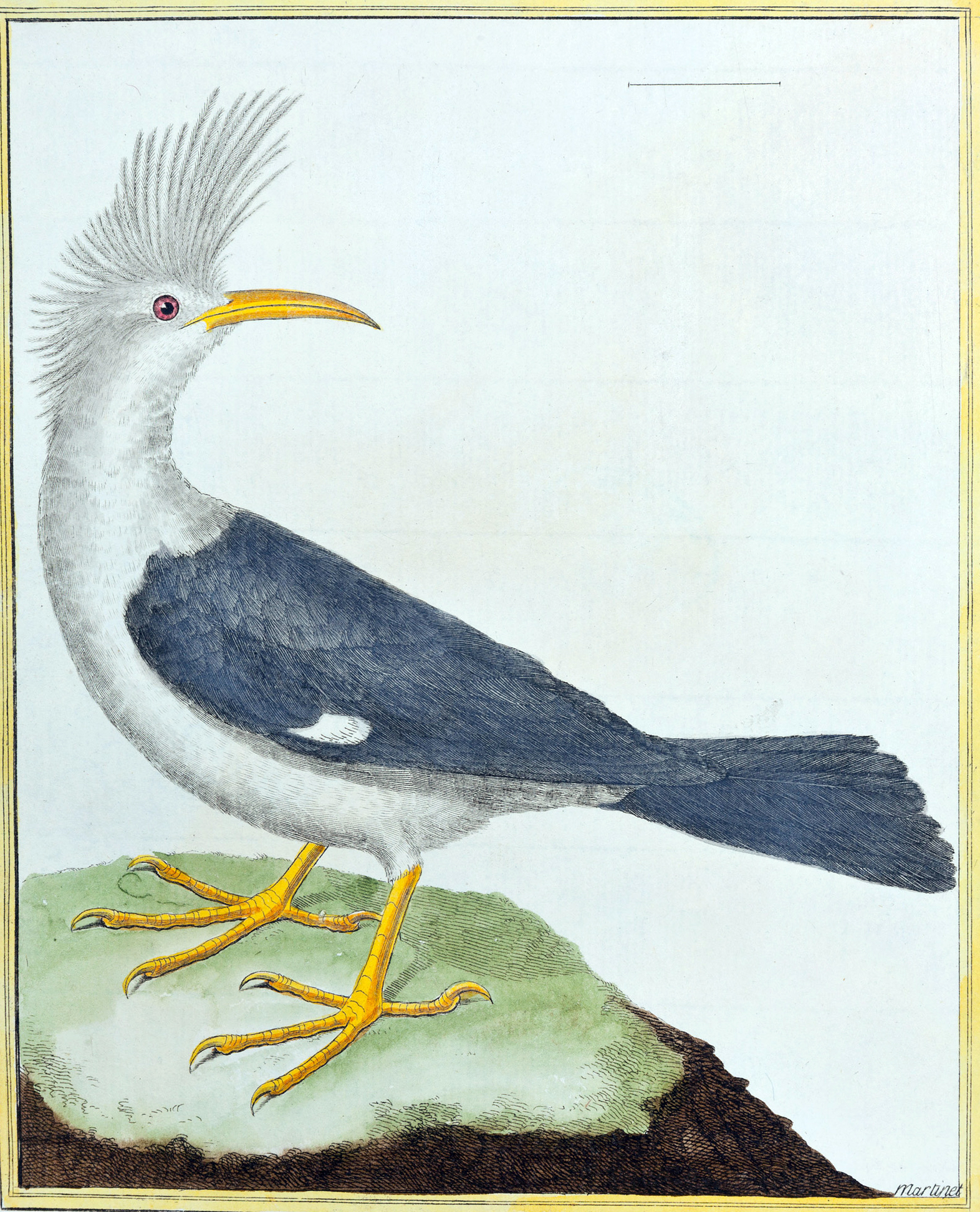
Ilustracja przedstawiająca holotyp. François-Nicolas Martinet, lata 70. XVIII wieku

Pierwszym zapiskiem, który najprawdopodobniej wspominał o szpaku reuniońskim, była lista ptaków Madagaskaru z 1658 autorstwa Étienne de Flacourta. Mimo że wspomniał on o czarno-białym tivouch lub dudku, późniejsi autorzy rozważali, czy ta informacja odnosiła się do szpaka reuniońskiego, czy dudka madagaskarskiego (Upupa epops marginata), podobnego tym europejskim. Rzeczonego szpaka po raz pierwszy odnotowano na Reunionie w 1669 (obserwatorem był Père Vachet), lecz po raz pierwszy opisał go dopiero Sieur Dubois w 1674:

Dudki czy 'Calandres', mające biały czub na głowie, pozostałą część upierzenia białą i szarą, a dziób i nogi na wzór ptaka drapieżnego; są trochę większe niż młode gołębie. Są dobrą zwierzyną łowną, gdy są tłuste

Pierwsi osadnicy z Reunionu wspominali o nich jako o huppe ze względu na ich czub i zagięty dziób, przywodzący na myśl dudki (hoopoe). Przez kolejne 100 lat pojawiło się niewiele informacji o szpakach reuniońskich, jednak już w XVIII wieku do Europy zaczęły napływać pierwsze okazy. Choć gatunek opisał naukowo już francuski przyrodnik Philippe Guéneau de Montbeillard, dokładnie w edycji Histoire Naturelle Buffona z 1779, nie miał swojej naukowej nazwy, póki nie nadał mu jej niderlandzki przyrodnik Pieter Boddaert w 1783. Brzmiała Upupa varia; pierwszy człon określa rodzaj – dudka, epitet gatunkowy oznacza zaś z łaciny „zmienny”, co nawiązuje do czarno-białego ubarwienia. Boddaert opatrzył tablice barwne Buffona dwuczłonowymi nazwami naukowymi, stąd ta wykonana przez François-Nicolasa Martineta, pochodząca z lat 70. XVII wieku, uchodzi za ilustrację holotypu. Czy przedstawienie ptaka bazuje na okazie z Muzeum Historii Naturalnej w Paryżu, nie wiadomo; początkowo muzeum było w posiadaniu 5 okazów, z czego niektóre przybyły w XIX wieku. Okaz MNHN 2000-756, być może samica, był wielokrotnie uwieczniany na ilustracjach. Wyróżniał go przycięty czub, półkolisty w kształcie, inaczej niż w rzeczywistości; ptak z tablicy Buffona ma podobny kształt czuba.

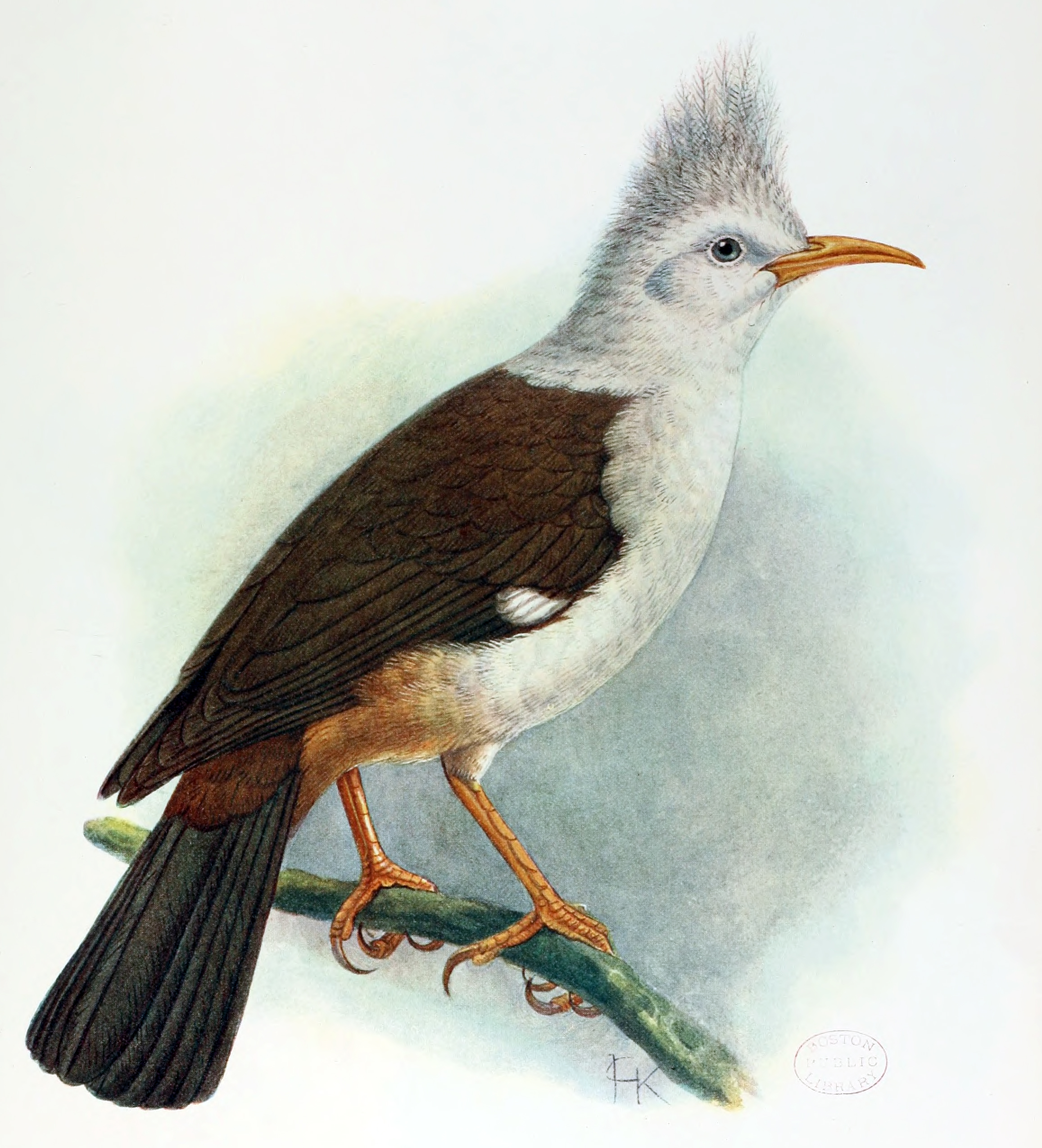
Pochodząca z 1907 ilustracja autorstwa Keulemansa, oparta na paryskim okazie z przyciętym czubem

„Tivouch” de Flacourta doprowadził dawnych autorów do stwierdzenia, że odmiany tego ptaka występowały na Madagaskarze i w Kapsztadzie; myśleli, że są to jakieś gatunki dudków, którym nadali między innymi nazwy Upupa capensis i Upupa madagascariensis. Liczni autorzy przydzielali te ptaki do różnych grup – cudowronek, żołn, Molothrus (kacykowate) czy Pyrrhocorax (krukowate), co zrodziło liczne nowe nazwy, jak Coracia cristata i Pastor upupa. W 1831 René-Primevère Lesson wydzielił szpaka reuniońskiego do własnego, monotypowego rodzaju Fregilipus, którego nazwa pochodzi od słów Upupa i Fregilus (wyszły z użycia synonim Pyrrhocorax). Auguste Vinson ustalił w 1868, że te ptaki ograniczone były zasięgiem do Reunionu i zaproponował nową dwuczłonową nazwę – Fregilupus borbonicus, odnoszącą się do dawnej nazwy wyspy.

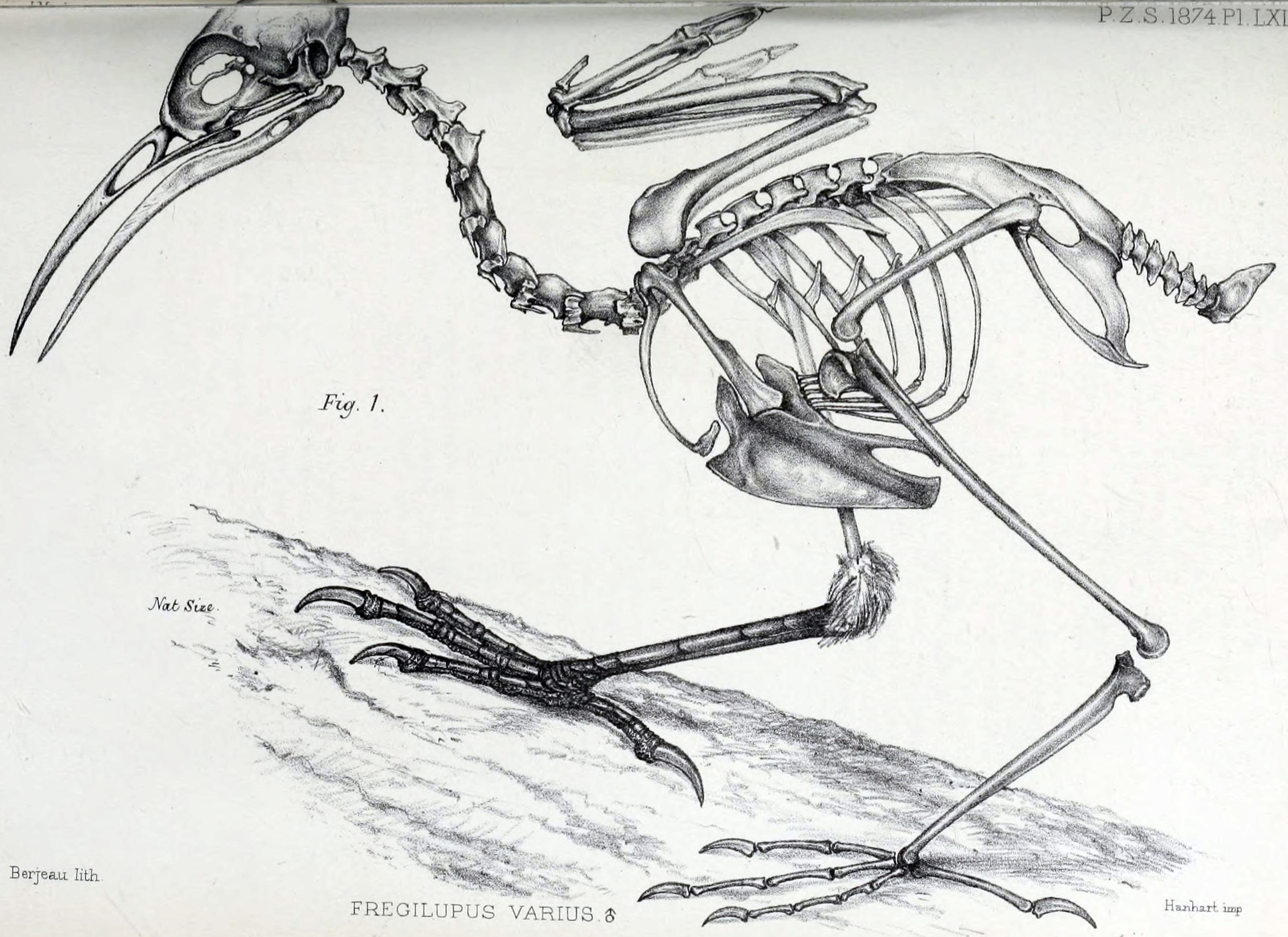
Litografia jedynego znanego szkieletu szpaka reuniońskiego. Philibert Charles Berjeau, 1874

Hermann Schlegel w 1857 jako pierwszy zaproponował przynależność szpaka reuniońskiego do rodziny szpakowatych (Sturnidae), przydzielił go do rodzaju Sturnus jako S. capensis. Inni autorzy, widząc posunięcie Schlegla, wprowadzili własne zmiany; Carl Jakob Sundevall zaproponował nowy rodzaj Lophopsarus (dosł. „czubaty szpak”) w 1872, jednak to Fregilupus varius funkcjonuje po dziś dzień, a pozostałe nazwy uznano za synonimy. W 1874 po przeanalizowaniu jedynego znanego wówczas szkieletu James Murie zgodził się, że rzeczywiście jest to szpak. W 1890 Richard Bowdler Sharpe zanotował, że szpak reunioński przypominał mu te z rodzaju Basilornis, jednak nie wskazał żadnego podobieństwa innego niż obecność czuba. W 1941 Malcolm R. Miller zbadał układ mięśniowy okazu zakonserwowanego w spirytusie, pochodzącego z Cambridge Museum, i uznał go za bliski temu szpaka zwyczajnego (Sturnus vulgaris), jednak zaznaczył, że ze względu na stopień degradacji tkanki mięśniowej nie potwierdza to z całą pewnością pokrewieństwa ze szpakami. W 1957 Andrew John Berger podał w wątpliwość pokrewieństwo ze szpakami ze względu na nieznaczne różnice anatomiczne, wykryte po przebadaniu okazu zakonserwowanego w spirytusie, ze zbiorów Amerykańskiego Muzeum Historii Naturalnej. Niektórzy autorzy sugerowali pokrewieństwo z wangowatymi (Vangidae), pomysł ten odrzucił Hiroyuki Morioka w 1996, po przebadaniu czaszek przedstawicieli tych taksonów.
W 1875 brytyjski ornitolog Alfred Newton podjął się identyfikacji czarno-białego ptaka wspomnianego w XVIII-wiecznym manuskrypcie opisującym pobyt zesłanego żeglarza na Rodrigues w latach 1726–1727, wysuwając hipotezę, że był spokrewniony ze szpakiem reuniońskim. Szczątki subfosylne odnalezione na Rodrigues skojarzono z ptakiem z manuskryptu; w 1879 na ich podstawie opisano nowy gatunek – Necropsar rodericanus (szpak maskareński), nazwany przez ornitologów Günthera i Newtona. Choć gatunek z Rodrigues uznali za blisko spokrewnionego ze szpakiem reuniońskom, przydzielili go do odrębnego rodzaju „ze względu na współczesną praktykę ornitologiczną”. Amerykański ornitolog James Greenway zaproponował w 1967, że szpak maskareński należy do tego samego rodzaju co reunioński, ze względu na ich bliskie podobieństwo. Szczątki subfosylne odnalezione w 1974 potwierdziły, że ptak z Rodrigues reprezentował osobny rodzaj; głównie jego mocniej zbudowany dziób dał podstawy do oddzielenia go od Fregilupus. W 2014 brytyjski paleontolog Julian P. Hume na podstawie subfosylnych szczątków z Mauritiusu opisał nowy gatunek, Cryptopsar ischyrhynchus, którego czaszka, mostek i kość ramienna przypominały bardziej te u szpaków maskareńskich niż reuniońskich.

### Ewolucja

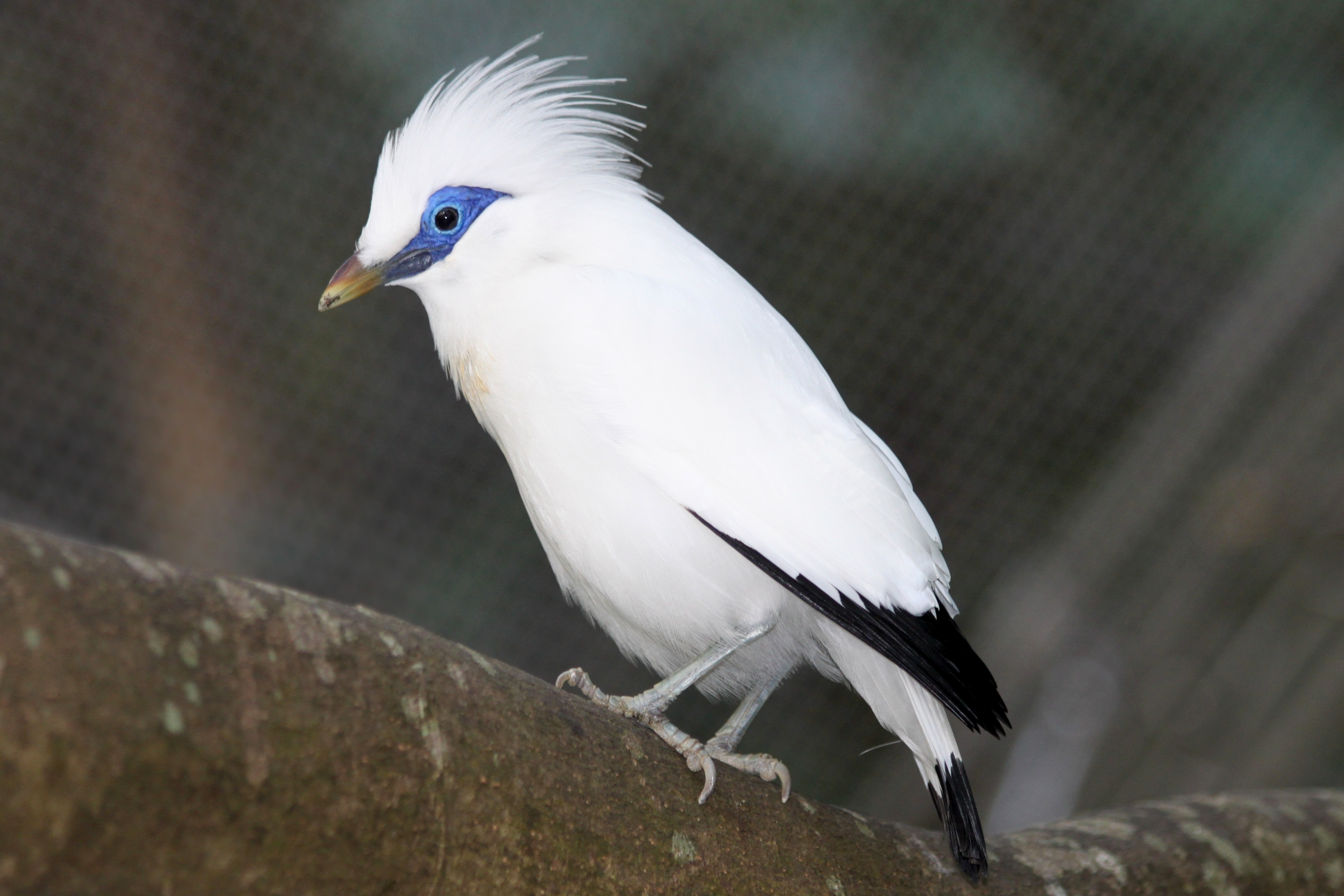
Spokrewniony szpak balijski (Leucopsar rothschildi), z podobnym upierzeniem i również z czubem

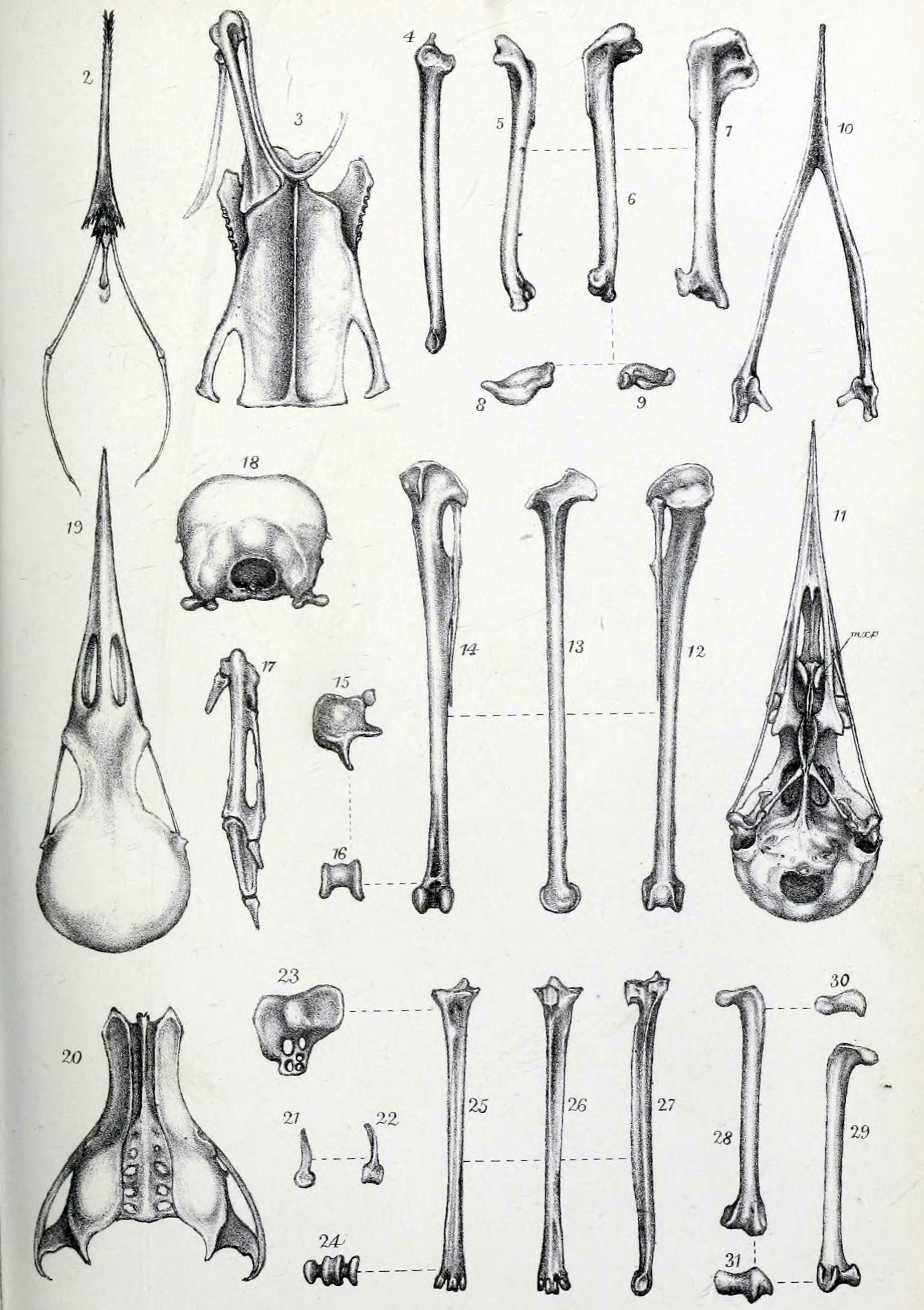
Części szkieletu szpaka reuniońskiego, 1874

W 1943 Dean Amadon zasugerował, że ptaki podobne tym z rodzaju Sturnus mogły po przybyciu do Afryki dać początek szpakom ozdobnym i gatunkom z Maskarenów. Według Amadona szpak maskareński i szpak reunioński były bliżej spokrewnione z gatunkami azjatyckimi, m.in. z rodzaju Sturnus, niż z afrykańskimi błyszczakami (Lamprotornis) i szpakiem ozdobnym, sądząc po ich upierzeniu. Wyniki badań DNA z 2008 wskazują na to, że szpak reunioński należał do kladu szpaków z południowo-wschodniej Azji jako odrębna linia rozwojowa, bez bliskich pokrewieństw. Jego pozycję ukazuje następujący kladogram:
|  | Sturnus pagodarum (szpak bramiński)                                                                                |
|  | |
|  | \| \| Sturnus erythropygia (szpak białogłowy) \| \| \| \| \| \| Sturnus malabaricus (szpak szarogłowy) \| \| \| \| |
|  | |
|  | Sturnus erythropygia (szpak białogłowy)                                                                            |
|  | |
|  | Sturnus malabaricus (szpak szarogłowy)                                                                             |
|  | |

|  | Sturnus erythropygia (szpak białogłowy) |
|  |                                         |
|  | Sturnus malabaricus (szpak szarogłowy)  |
|  |                                         |

|  | Sturnus pagodarum (szpak bramiński)                                                                                |
|  | |
|  | \| \| Sturnus erythropygia (szpak białogłowy) \| \| \| \| \| \| Sturnus malabaricus (szpak szarogłowy) \| \| \| \| |
|  | |
|  | Sturnus erythropygia (szpak białogłowy)                                                                            |
|  | |
|  | Sturnus malabaricus (szpak szarogłowy)                                                                             |
|  | |

|  | Sturnus erythropygia (szpak białogłowy) |
|  |                                         |
|  | Sturnus malabaricus (szpak szarogłowy)  |
|  |                                         |

|  | Sturnus pagodarum (szpak bramiński)                                                                                |
|  | |
|  | \| \| Sturnus erythropygia (szpak białogłowy) \| \| \| \| \| \| Sturnus malabaricus (szpak szarogłowy) \| \| \| \| |
|  | |
|  | Sturnus erythropygia (szpak białogłowy)                                                                            |
|  | |
|  | Sturnus malabaricus (szpak szarogłowy)                                                                             |
|  | |

|  | Sturnus erythropygia (szpak białogłowy) |
|  |                                         |
|  | Sturnus malabaricus (szpak szarogłowy)  |
|  |                                         |

|  | Sturnus pagodarum (szpak bramiński)                                                                                |
|  | |
|  | \| \| Sturnus erythropygia (szpak białogłowy) \| \| \| \| \| \| Sturnus malabaricus (szpak szarogłowy) \| \| \| \| |
|  | |
|  | Sturnus erythropygia (szpak białogłowy)                                                                            |
|  | |
|  | Sturnus malabaricus (szpak szarogłowy)                                                                             |
|  | |

|  | Sturnus erythropygia (szpak białogłowy) |
|  |                                         |
|  | Sturnus malabaricus (szpak szarogłowy)  |
|  |                                         |

|  | Sturnus pagodarum (szpak bramiński)                                                                                |
|  | |
|  | \| \| Sturnus erythropygia (szpak białogłowy) \| \| \| \| \| \| Sturnus malabaricus (szpak szarogłowy) \| \| \| \| |
|  | |
|  | Sturnus erythropygia (szpak białogłowy)                                                                            |
|  | |
|  | Sturnus malabaricus (szpak szarogłowy)                                                                             |
|  | |

|  | Sturnus erythropygia (szpak białogłowy) |
|  |                                         |
|  | Sturnus malabaricus (szpak szarogłowy)  |
|  |                                         |

|  | Sturnus pagodarum (szpak bramiński)                                                                                |
|  | |
|  | \| \| Sturnus erythropygia (szpak białogłowy) \| \| \| \| \| \| Sturnus malabaricus (szpak szarogłowy) \| \| \| \| |
|  | |
|  | Sturnus erythropygia (szpak białogłowy)                                                                            |
|  | |
|  | Sturnus malabaricus (szpak szarogłowy)                                                                             |
|  | |

|  | Sturnus erythropygia (szpak białogłowy) |
|  |                                         |
|  | Sturnus malabaricus (szpak szarogłowy)  |
|  |                                         |

|  | Sturnus pagodarum (szpak bramiński)                                                                                |
|  | |
|  | \| \| Sturnus erythropygia (szpak białogłowy) \| \| \| \| \| \| Sturnus malabaricus (szpak szarogłowy) \| \| \| \| |
|  | |
|  | Sturnus erythropygia (szpak białogłowy)                                                                            |
|  | |
|  | Sturnus malabaricus (szpak szarogłowy)                                                                             |
|  | |

|  | Sturnus erythropygia (szpak białogłowy) |
|  |                                         |
|  | Sturnus malabaricus (szpak szarogłowy)  |
|  |                                         |

|  | Sturnus pagodarum (szpak bramiński)                                                                                |
|  | |
|  | \| \| Sturnus erythropygia (szpak białogłowy) \| \| \| \| \| \| Sturnus malabaricus (szpak szarogłowy) \| \| \| \| |
|  | |
|  | Sturnus erythropygia (szpak białogłowy)                                                                            |
|  | |
|  | Sturnus malabaricus (szpak szarogłowy)                                                                             |
|  | |

|  | Sturnus erythropygia (szpak białogłowy) |
|  |                                         |
|  | Sturnus malabaricus (szpak szarogłowy)  |
|  |                                         |

Poprzednia próba innego zespołu badawczego zakończyła się niepowodzeniem ze względu na trudność w wyodrębnieniu materiału genetycznego. Autorzy pomyślnego badania wysnuli przypuszczenie, że przodkowie szpaków reuniońskich osiągnęli Reunion z Azji, poruszając się z wyspy na wyspę, niczym skacząc z kamienia na kamień przez Ocean Indyjski, co zasugerowano również dla innych maskareńskich ptaków. Linia rozwojowa szpaka reuniońskiego oddzieliła się blisko 4 mln lat temu (2 mln lat przed wyłonieniem się Reunionu z oceanu), stąd mógł przez pewien czas ewoluować na współcześnie pokrytych wodą obszarach.
Przedstawiciele dalej spokrewnionych gatunków, jak szpak balijski (Leucopsar rothschildi) i szpak białogłowy (Sturnia erythropygia), wykazują się podobnym upierzeniem i cechami, co szpaki reuniońskie. Jako że szpak maskareński i C. ischyrhynchus zdają się być bardziej podobne do siebie nawzajem niż do szpaka reuniońskiego – bliższego azjatyckim gatunkom – mogły odbyć się dwie odrębne migracje szpaków z Azji na Maskareny, gdzie szpak reunioński pochodzi z tej nowszej. Poza Madagaskarem Maskareny były jedynymi wyspami na południowo-zachodnim Oceanie Indyjskim z endemicznymi gatunkami szpaków, prawdopodobnie ze względu na swoją izolację, zróżnicowaną topografię i roślinność.

## Opis

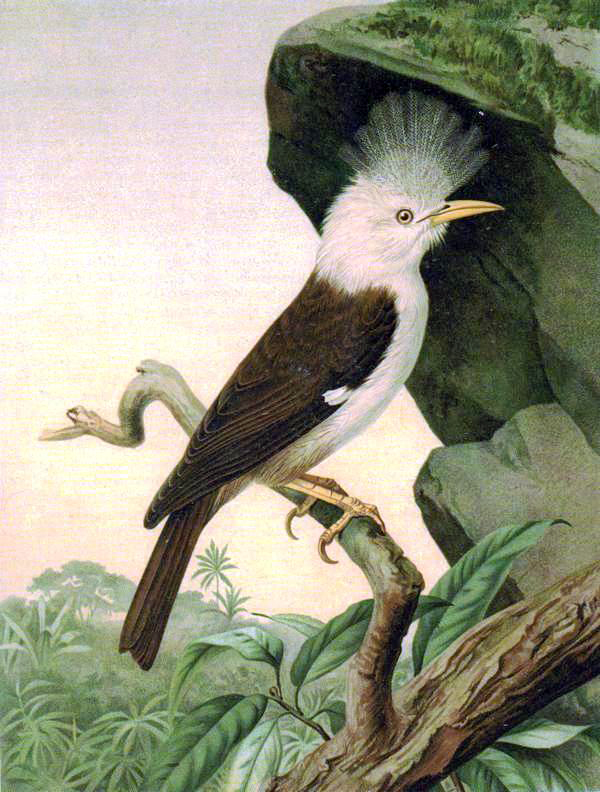
Eduard de Maes, 1910

Szpaki reuniońskie liczyły sobie około 30 cm długości. Dziób miał blisko 41 mm długości, skrzydła – 147  mm, ogon – 114 mm, zaś skok 39  mm. Były największe spośród maskareńskich szpaków. Okaz NHMUK 1889.5.30.15 z paryskiego muzeum, domniemany dorosły samiec, odznacza się jasną popielatą głową i tyłem szyi oraz długim czubem tej samej barwy, ale z białymi stosinami piór. Grzbiet i ogon są popielatobrązowe, skrzydła ciemniejsze z szarawym nalotem, a pokrywy nadogonowe i kuper – rdzawym. Pokrywy pierwszorzędowe białe z brązowymi końcówkami; u pozostałych okazów mają jeszcze brązowe nasady. Brew, kantarek białe, u większości okazów spód ciała także biały, dodatkowo z jasnordzawym nalotem po bokach ciała i na pokrywach podogonowych. Ilość rdzawej barwy zmienna osobniczo. Dziób i nogi cytrynowożółte, pazury żółtobrązowe. Oko okala nagi, trójkątny obszar, być może żółty za życia. Choć tęczówkę tych ptaków opisywano jako niebieskobrązową, na rysunkach widać ją jako brązową, żółtą lub pomarańczową.
Kwestia dymorfizmu płciowego była niejasna. Jedynie w przypadku trzech okazów przypisano im płeć (wszystkie były samcami), nie uwzględniono różnic zależnych od wieku i zmienności osobniczej. Samiec miał być większy z dłuższym, mocniej zagiętym dziobem. W 1911 mieszkający na Reunionie Eugène Jacob de Cordemoy przywołał obserwacje sprzed około 50 lat wstecz, wedle których tylko samce miały posiadać czubek, jednak uznano te spostrzeżenia za niepoprawne. Domniemana samica z paryskiego muzeum (MNHN 2000-756) zdaje się mieć mniejszy czub, krótszy i prostszy dziób oraz mniejsze pokrywy pierwszorzędowe. Osobnik młodociany wyróżnia się mniejszym czubem i pokrywami pierwszorzędowymi, do tego na czubie, kantarku i brwi widać brązowy nalot, a grzbiet jest jasnobrązowy – nie popielatobrązowy, jak u dorosłych. U niektórych azjatyckich szpaków osobniki młodociane również charakteryzują się bardziej brązowym upierzeniem niż u dorosłych ptaków.
Vinson, który obserwował żywe szpaki reuniońskie podczas pobytu na wyspie, opisał czub jako ruchomy, składający się z nieprzylegających do siebie, wygiętych wprzód piór różnej długości, najdłuższych w środku. Porównał czub do tego u kakadu, a pióra na niego się składające do sterówek cudowronek. Większość wypchanych okazów ma stojący czub, co wskazuje na jego naturalne położenie w takiej pozycji. Jedyną ilustrację, o której uważa się dziś, że rysowana była na podstawie obserwacji żywego osobnika, wykonał Paul Philippe Sauguin de Jossigny na początku lat 70. XVIII wieku. Jossigny poinstruował rytowników, że powinni przedstawić czub jako pochylony do przodu, nie stojący na sztorc. Hume był przekonany, że Martinet tak samo uczynił, tworząc swoją tablicę barwną, i była ona niejako pochodną ilustracji Jossigniego. Był on także autorem jedynej znanej ilustracji „z natury” wymarłej aleksandretty maskareńskiej (Psittacula exsul) po tym, jak przysłano mu jeden okaz; prawdopodobnie narysował wtedy także i szpaka reuniońskiego. Murie był zdania, że jedynie ilustracje Martineta i Jacquesa Barrabanda były tymi „oryginalnymi”, jako że nie był świadomy istnienia rysunku Jossigniego; odnotował, że surowość i sztywność ptaków na ilustracji nie zapewnia im naturalnego wyglądu.

## Ekologia i zachowanie

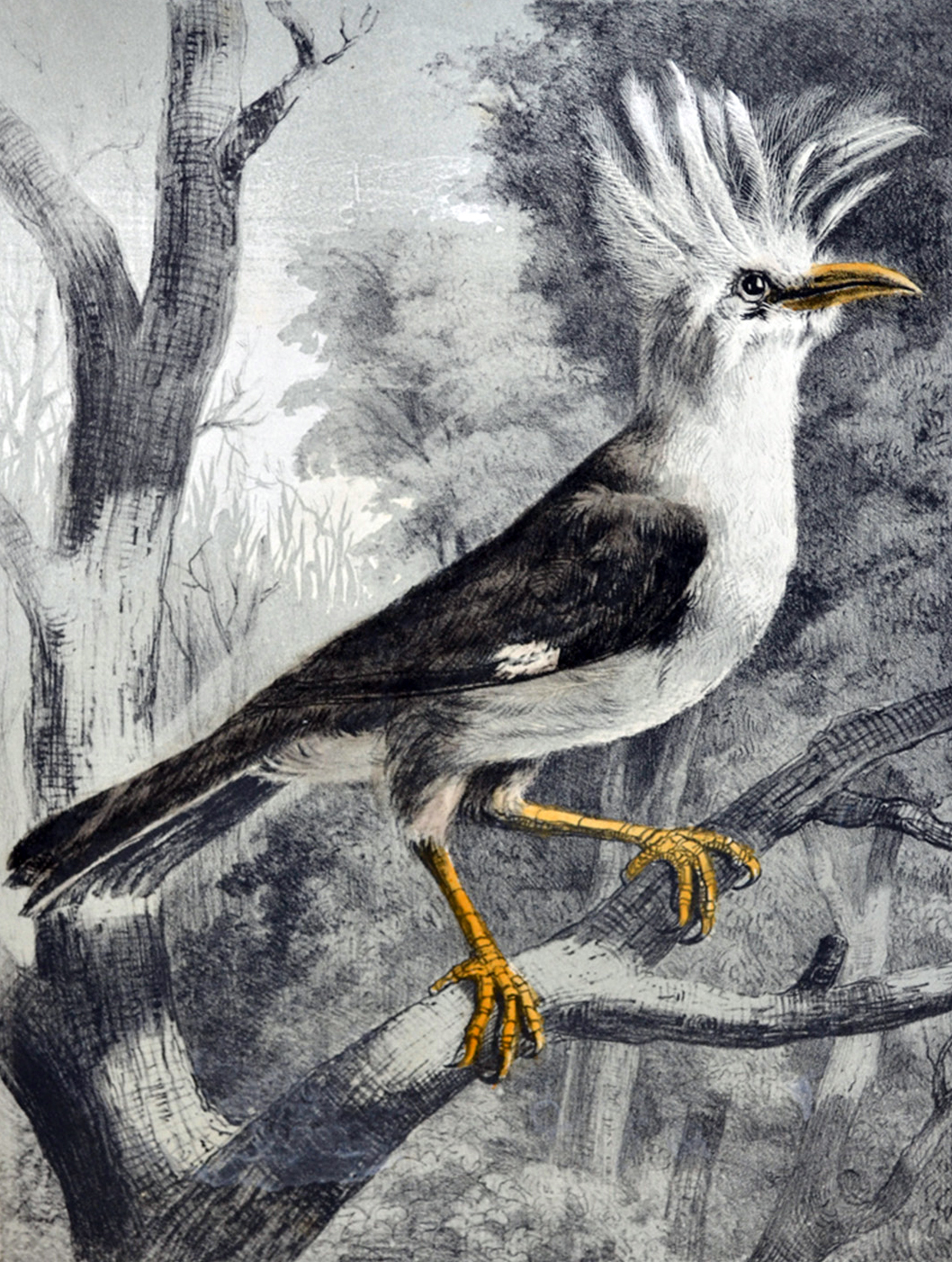
Ilustracja autorstwa Alberta Roussina, lata 60. XIX wieku

Niewiele wiadomo o zachowaniu szpaków reuniońskich. Według informacji François Levaillanta z 1807 były to ptaki pospolite, w dużych stadach zamieszkujące wilgotne obszary i bagna. W 1831 Lesson odnotował, że zachowanie tych szpaków przypomina niektóre krukowate, jednak nie rozwinął tematu. Relacja Vinsona z 1877 opisuje jego doświadczenia z tymi ptakami sprzed ponad 50 lat:

Te córy lasów, gdy były liczne, poruszały się w stadach i tak wdzierały się do lasów deszczowych, nie różniąc się od siebie znacznie, jak bratnie dusze lub kąpiące się nimfy: żywiły się jagodami, nasionami i owadami, zaś Kreole, zdegustowani tym ostatnim faktem, uznawali je za „nieczystą” zwierzynę łowną. Niekiedy przybywając z lasów na wybrzeże, przelatując i przeskakując z drzewa na drzewo, z gałęzi na gałąź, osiadały chmarami na kwitnących drzewach kawowych. Znane jest świadectwo mieszkańca Wyspy Bourbon [dawna nazwa Reunionu], pisał Levaillant, jakoby miały czynić duże szkody wśród kawowców zrzucając niedojrzałe jeszcze kwiaty. Ale to nie białe kwiaty kawowców były tym, czego szukały [szpaki] i stąd tak się zachowywały – robiły to dla zjadających je gąsienic i owadów; czyniły ogromną przysługę sylwikulturze Wyspy Bourbon i wartościowym uprawom kawowców, którymi była pokryta ta ziemia – złote wieki dla kraju!

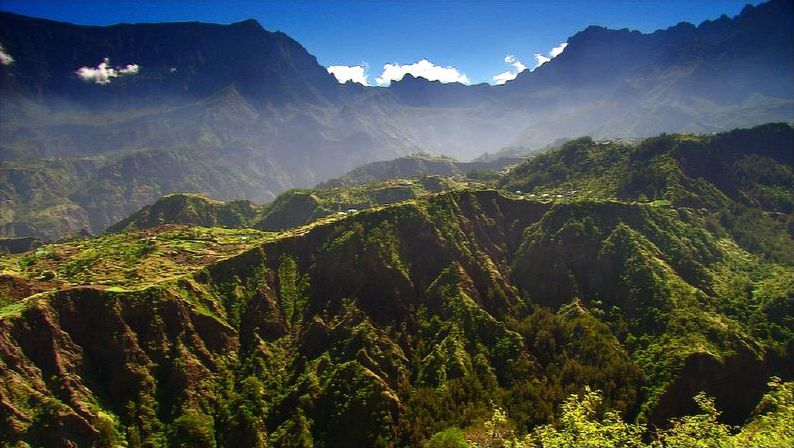
Górskie tereny Reunionu, 2006

Jak większość szpaków, reuniońskie były wszystkożerne, zjadały owoce, nasiona i owady. Ich język – długi, smukły, ostro zakończony i wystrzępiony – mógł gwałtownie poruszać się i pomagał podczas żerowania na wspomnianych pokarmach oraz nektarze i pyłku. Mocno zbudowana miednica oraz duże stopy i pazury wskazują na to, że żerowały blisko ziemi. Szczęka i żuchwa były silne; Morioka porównał czaszkę szpaków reuniońskich do tej dudka, mogły w podobny sposób żerować – wkładając dziób w ziemię i rozszerzając, robiąc otwór. De Montbeillardowi wiadomo było o zawartości żołądka pewnego okazu, mającego zawierać nasiona i jagody „Pseudobuxus” (chodziło być może o Eugenia buxifolia, krzew ze słodkimi, pomarańczowymi jagodami). Odnotował, że ptaki te ważyły 4 uncje (około 113 g), były tłustsze w okolicach czerwca i lipca. Kilka relacji wskazuje na migracje szpaków reuniońskich w obrębie wyspy – miały spędzać pół roku na nizinach, a kolejne pół w górach. W zimie łatwiej było zdobyć pożywienie na nizinach, zaś latem mogły gniazdować w górach. Prawdopodobnie lęgły się w dziuplach. Ich pieśń została opisana jako „żywy i pogodny gwizd” oraz „czysta melodia”, co wskazuje na podobieństwo do innych szpaków.
Wiele innych endemitów Reunionu wymarło po nadejściu ludzi, wskutek którego zakłóceniu uległ ekosystem wyspy. Szpaki reuniońskie współwystępowały z innymi wymarłymi współcześnie ptakami, takimi jak ibis reunioński (Threskiornis solitarius), papuga maskareńska (Mascarinus mascarin), aleksandretta krótkosterna (Psittacula eques), Porphyrio coerulescens (gatunek hipotetyczny), uszatnik mały (Mascarenotus grucheti), ślepowron duży (Nycticorax duboisi) i synogarlica reuniońska (Streptopelia duboisi). Wymarłe gady Reunionu to między innymi Cylindraspis indica i nieopisany gatunek Leiolopisma (scynkowate). Rudawka maskareńska (Pteropus subniger) i ślimak Tropidophora carinata żyły na Mauritiusie i Reunionie, jednak zniknęły z obydwu wysp.

## Relacje z ludźmi

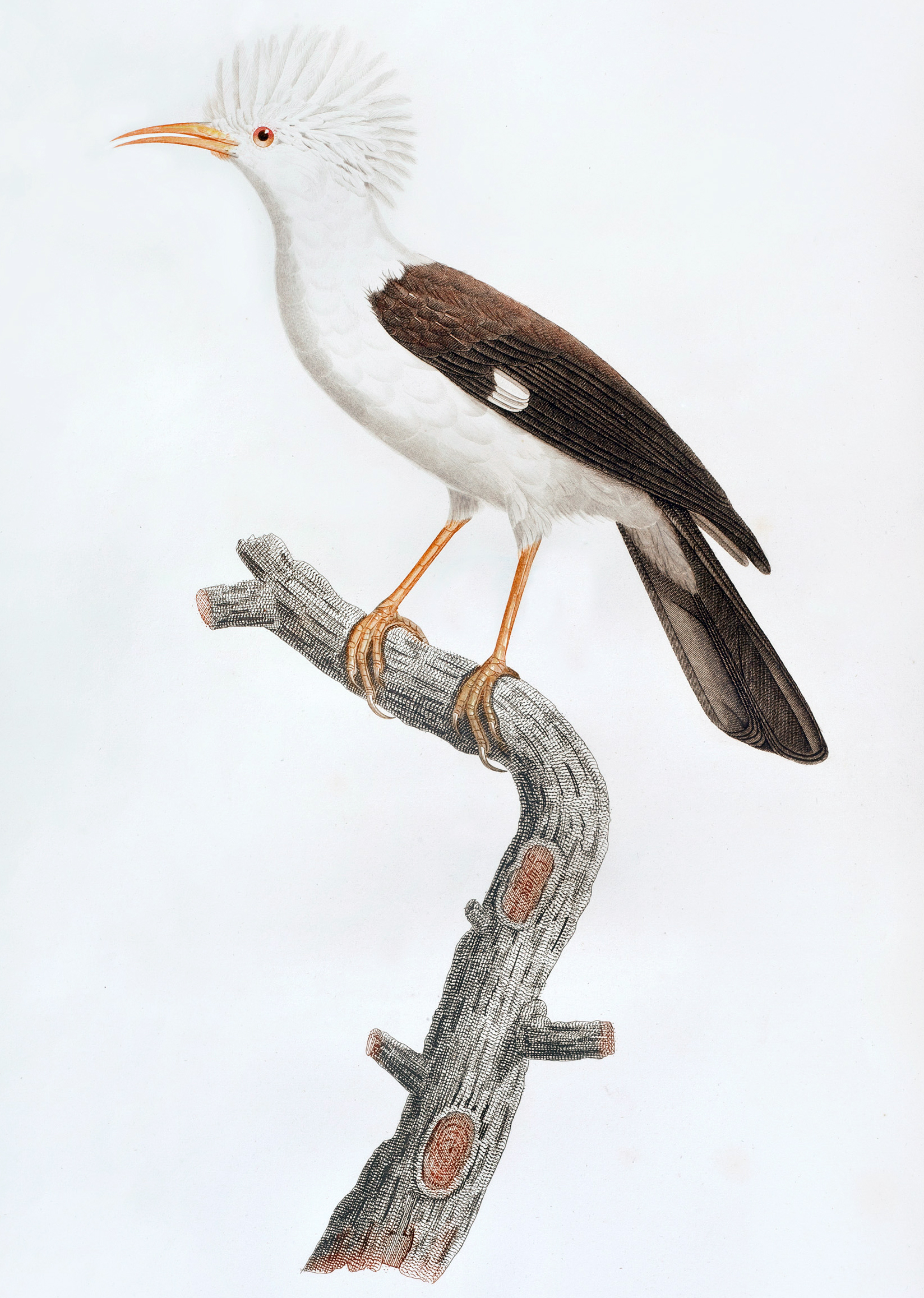
Jacques Barraband, 1907

Szpaki reuniońskie opisywano jako łagodne, łatwe do odłowienia. W 1704 Jean Feuilley opisał, jak ptaki te łapane były przez ludzi i koty:

Dudki [szpaki] i kosy [szczeciaki reuniońskie, Hypsipetes borbonicus] były tak samo tłuste, jak te we Francji, i o wspaniałym smaku; były tłuste o tej samej porze roku, co papugi, żywiły się tym samym pokarmem. Polowanie odbywało się z pomocą pałek czy długich, cienkich tyczek o długości od sześciu do siedmiu stóp (1,8–2,1 m). Koty zesłańców zabiły wiele z nich. Te ptaki pozwalały podejść do siebie bardzo blisko, więc koty łapały je bez opuszczania miejsca, w którym siedziały

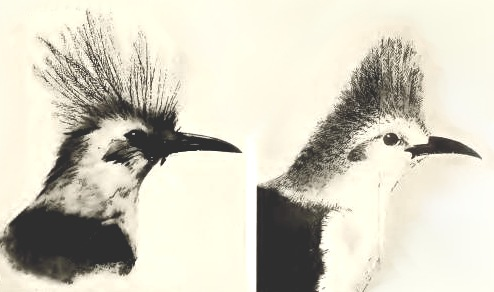
Głowy okazów z Caen (zniszczony podczas II wojny światowej) i Paryża (z przyciętym czubem), 1913

Szpaki reuniońskie trzymano jako zwierzęta domowe na Reunionie i Mauritiusie, i choć zaczęły stawać się rzadsze, na początku XIX wieku pozyskano wiele okazów. Nie wiadomo, czy z Maskarenów wywieziono jakiekolwiek żywe ptaki. Cordemoy odnotował, że w niewoli ptakom tym można było dawać różnorodne pokarmy, jak banany, ziemniaki i kolczochy, zaś dzikie ptaki nigdy nie zawitałyby w zamieszkane przez ludzi rejony. Wiele ptaków przeżyło na Mauritiusie po ucieczce z niewoli, uważano że może tu osiąść zdziczała populacja. Przetrwała jednak mniej niż dekadę; ostatni żywy okaz (i zarazem ostatni pewny żywy gdziekolwiek) zabito w 1836. Na Reunionie w latach 30., a może i 40. XIX wieku być może nadal zabijano te ptaki.
W muzeach na całym świecie zachowało się 19 okazów (w tym 1 szkielet i 2 zakonserwowane w spirytusie), w tym dwa w Paryżu, a cztery w Troyes. Dodatkowe skóry z Turynu, Livorno i Caen uległy zniszczeniu podczas II wojny światowej, zaś cztery zaginęły na Reunionie i Mauritiusie (współcześnie na każdej z wysp znajduje się po 1 okazie). Okazy zaczęły napływać do Europy na początku 2. połowy XVIII wieku, większość pozyskano w 1. połowie XIX wieku. Nie jest jasne, skąd pochodzi każdy z tych okazów, były często wymieniane między kolekcjami. Nie wiadomo również, które z tych okazów stanowiły wzór dla opisów i ilustracji. Jedyne znane szczątki subfosylne to kość udowa, odkryta w 1933 w grocie na Reunionie.

### Wymarcie

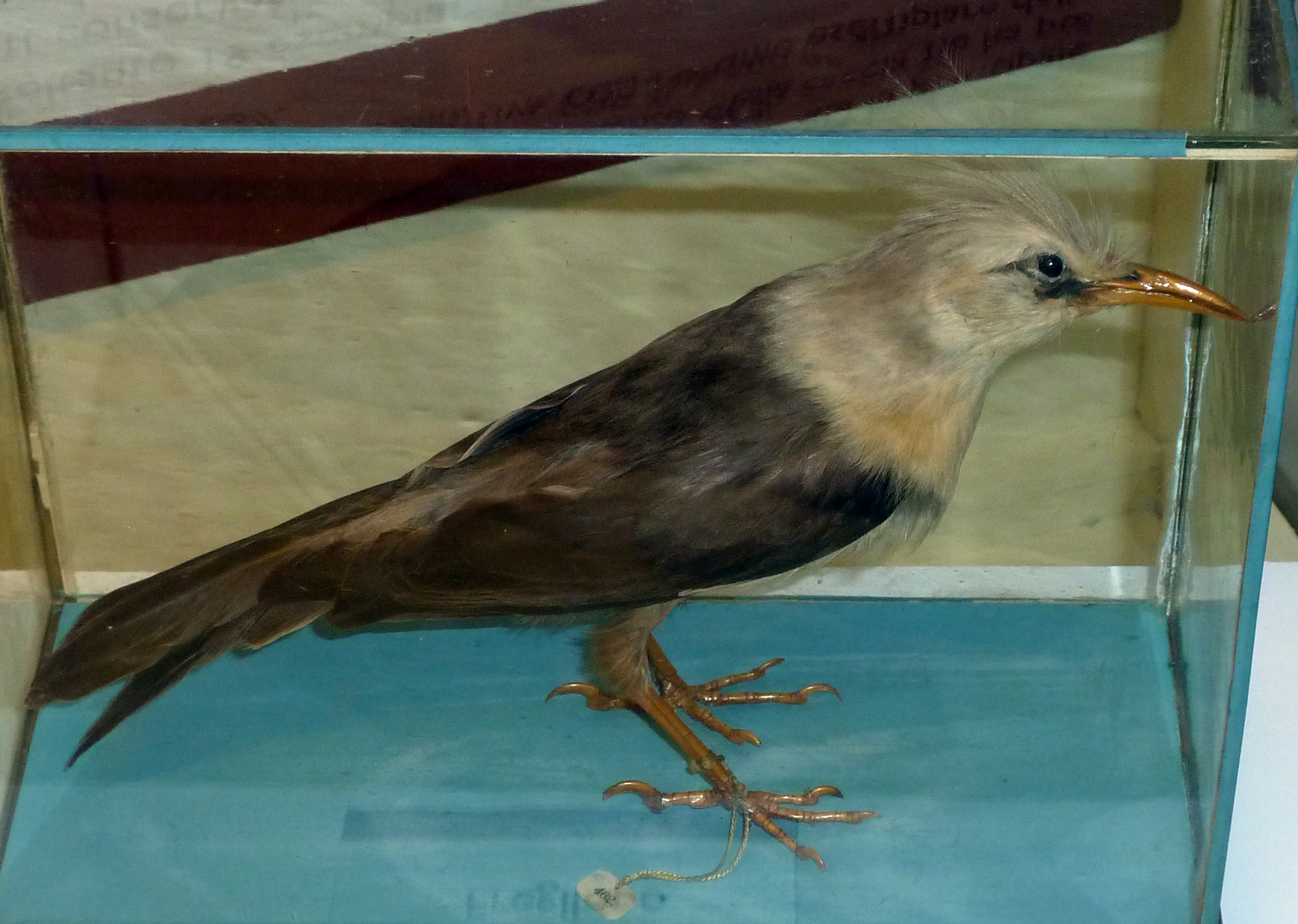
Okaz w kolekcji Muzeum Historii Naturalnej Uniwersytetu w Pizie

Zaproponowano kilka powodów spadku liczebności i gwałtownego zniknięcia szpaków reuniońskich, wszystkie związane są z aktywnością ludzi na Reunionie, na której współwystępowali ze szpakami przez dwa wieki. Często wspomina się o introdukcji majn brunatnych (Acridotheres tristis), prowadzącej do konkurencji między tymi dwoma gatunkami szpaków. Majny wprowadzono na wyspy w 1759, by zwalczały szarańczę, jednak same stały się szkodnikami. Oba gatunki współwystępowały jednak na wyspie przez blisko 100 lat, być może nie dzieliły tego samego środowiska. Szczur śniady (Rattus rattus) pojawił się na wyspie w latach 70. XVII wieku, zaś szczur wędrowny (Rattus norvegicus) w 1735; obydwa mnożyły się gwałtownie, zagrażając uprawom i rdzennym gatunkom. Tak jak szpaki reuniońskie, szczury zamieszkiwały drzewa i mogły żywić się jajami, młodocianymi i sprawującymi opiekę nad lęgiem ptakami. W połowie XIX wieku ze względu na drapieżnictwo ze strony introdukowanych węży Lycodon aulicum wymarł Gongylomorphus borbonicus (scynkowate), co mogło pozbawić szpaki ważnego źródła pokarmu. Możliwe, że szpaki reuniońskie zarażały się jakimiś chorobami od introdukowanych ptaków, jak to miało miejsce w przypadku przetrzebionych i wymarłych ptaków Hawajów. Według ekologa Anthoniego S. Cheke’a była to główna przyczyna wymarcia; ptaki przeżyły wiele pokoleń mimo innych zagrożeń.
Począwszy od lat 30. XIX wieku na Reunionie gwałtownie wzrosło tempo wycinki lasów, prowadzonej by uzyskać miejsce na plantacje. Po zniesieniu niewolnictwa w 1848 dawni niewolnicy dołączyli do białych chłopów na nietkniętych dotąd obszarach wyspy, stąd szpaki reuniońskie zepchnięto na krawędzie właściwego dlań środowiska. Według Hume’a gwoździem do trumny dla tego gatunku był nadmierny odłów; lasy stały się bardziej dostępne, więc odłów przez wciąż zwiększających liczebność ludzi mógł doprowadzić gatunek do wymarcia. W 1821 wprowadzono prawo upoważniające do eksterminacji szkodników upraw zbóż, a szpaki reuniońskie za takowe uchodziły. W latach 60. XVIII wieku różni autorzy wspominali, że ptaki te niemal już zniknęły, prawdopodobnie już wówczas wymarły. W 1877 Vinson ubolewał, że ostatnie osobniki mogły zginąć przy niedawnych pożarach lasów. Najprawdopodobniej nie podjęto prób zachowania gatunku w niewoli. Szpaki maskareńskie przeżyły dłużej od wielu innych wymarłych zwierząt Maskarenów, były także ostatnimi szpakami tych wysp, które wymarły. Gatunki z Rodrigues i Mauritiusu najpewniej zniknęły wraz z pojawieniem się szczurów; wymarło przynajmniej 5 gatunków szpaków z wysp Pacyfiku, przyczyniły się do tego szczury. Późniejsze wymarcie szpaka reuniońskiego mogło wynikać z niedostępności niektórych obszarów Reunionu.